# Raúl Lamuraglia
Raúl Lamuraglia fue un empresario y dirigente industrial argentino, reconocido por su participación en el antiperonismo durante el siglo XX. Su actuación se vincula con episodios políticos y económicos clave:

## Financiamiento de la Unión Democrática (1946)
Como vicepresidente de la Unión Industrial Argentina (UIA), Lamuraglia estuvo asociado al financiamiento de la coalición opositora Unión Democrática en las elecciones de 1946. Un cheque por 300.000 pesos moneda nacional, emitido desde la cuenta de la UIA en el City Bank of New York, fue revelado por el diario peronista La Época. Este hecho fue utilizado por el movimiento liderado por Juan Domingo Perón para reforzar su eslogan electoral Braden o Perón, vinculando a la oposición con intereses extranjeros.
El cheque fue emitido institucionalmente por la UIA, no de forma personal por Lamuraglia.

## Participación en conspiraciones golpistas
Lamuraglia apoyó el intento de golpe de Estado liderado por el general Benjamín Menéndez en septiembre de 1951. Tras el fracaso del levantamiento, fue brevemente detenido. Posteriormente, se exilió en Uruguay, donde continuó colaborando con grupos antiperonistas. Según algunas investigaciones, en 1953 adquirió un avión Douglas Dauntless en Estados Unidos para acciones contra el gobierno argentino, aunque no existen registros públicos detallados sobre su uso efectivo.

## Rol en el bombardeo de Plaza de Mayo (1955)
Lamuraglia fue uno de los organizadores civiles del bombardeo de Plaza de Mayo, un ataque ejecutado el 16 de junio de 1955 por sectores de la Armada Argentina y civiles opositores para derrocar a Perón. Coordinó reuniones clandestinas en su residencia de Bella Vista (Gran Buenos Aires) con figuras como el director del diario La Prensa, Alberto Gainza Paz, y el expresidente uruguayo Luis Batlle Berres. El operativo, que dejó más de 300 víctimas mortales, fracasó en su objetivo de asesinar a Perón.

## Presidencia de la UIA y contradicciones económicas
A pesar de su antiperonismo, Lamuraglia presidió la UIA en dos períodos (1947-1949 y 1953-1955), coincidiendo con la expansión industrial impulsada por el mismo gobierno. Su empresa textil, Lamuraglia S.A., se benefició de las políticas de sustitución de importaciones, lo que generó una paradoja entre su postura política y sus intereses económicos.

## Exilio en Uruguay y vínculos familiares
Tras el derrocamiento de Perón en 1955, Lamuraglia se radicó definitivamente en Uruguay. Su hija, Noemí Lamuraglia, contrajo matrimonio con Jorge Batlle Ibáñez, quien fue presidente de Uruguay entre 2000 y 2005. Su nieto, Raúl Lorenzo Batlle Lamuraglia, ejerció como senador por el Partido Colorado entre 2021 y 2024.

## Fallecimiento
Raúl Lamuraglia falleció en 1984 en Uruguay.